# 富沢寿勇
富沢 寿勇（とみざわ ひさお、1954年 - ）は、日本の人類学者。専門は、文化人類学・東南アジア地域研究。学位は、博士（学術）（東京大学・論文博士・2002年）。静岡県立大学大学院国際関係学研究科研究科長（第11代）・グローバル地域センター副センター長・国際関係学部教授、東京外国語大学アジア・アフリカ言語文化研究所共同研究員、鹿児島大学南太平洋海域研究センター協力研究者、京都大学地域研究統合情報センター共同研究員・東南アジア研究所共同研究員。
東京大学教養学部助手、静岡県立大学国際関係学部助教授、静岡県立大学評議員、静岡県立大学国際関係学部副学部長、静岡県立大学国際関係学部学部長、財団法人静岡総合研究機構理事、静岡県立大学副学長などを歴任した。

## 来歴

### 生い立ち
東京都出身。東京大学教養学部教養学科文化人類学分科に在籍し、1978年に卒業。東京大学大学院に進学し、社会学研究科文化人類学専門課程にて学んだ。1984年に博士課程を単位修得中途退学する。なお、後年、博士（学術）（東京大学）の学位を取得している。論文の題は「現代マレーシア国家における王権儀礼 : ヌグリ・スンビランを中心とした人類学的考察」。 

### 研究者として
大学院を中途退学した1984年に、母校である東京大学教養学部助手に就任し、文化人類学教室を担当する。また、翌年より、東京大学東洋文化研究所の研究担当者を兼務する。そのほか、学外でも、国立民族学博物館の共同研究員や東京外国語大学アジア・アフリカ言語文化研究所の共同研究員を兼任していた。
1988年、東京大学から静岡県立大学に転じ、国際関係学部の助教授に就任した。また、1991年より静岡県立大学の大学院にて、国際関係学研究科の助教授も兼務することとなる。1995年、同大学の国際関係学部にて教授に昇任する。同時に大学院の国際関係学研究科の教授も兼務する。学部の役職にも何度か就いており、2008年から2009年まで国際関係学部の副学部長、2009年から2011年まで同学部の学部長を務めた。また、全学的な役職としては、2002年から2005年まで静岡県立大学の評議員を務め、2011年からは静岡県立大学の副学長を務めている。また、静岡総合研究機構を改組して発足した静岡県立大学グローバル地域センターでは、副センター長に就任した。学外では、国立民族学博物館にて研究協力者、東京大学にて東洋文化研究所の研究協力者や講師、京都大学にて東南アジア研究センターの学外研究協力者や地域研究統合情報センターの共同研究員、鹿児島大学にて南太平洋海域研究センターの協力研究者、などを兼任した。
現在も東京外国語大学にてアジア・アフリカ言語文化研究所の共同研究員、鹿児島大学にて南太平洋海域研究センターの協力研究者、京都大学にて地域研究統合情報センターの共同研究員および東南アジア研究所の共同研究員を兼任する。

## 研究
専門は人類学であり、特に文化人類学や東南アジア地域研究といった分野を手掛けている。代表的な研究の一例としては、現代における東南アジアでのハラール産業を題材に、文化人類学的な視点から考察を試みた研究が知られている。また、マレーディアスポラについての国際的な共同研究に参画している。マレーディアスポラ以外にもマレー人の文化についての研究に取り組んでおり、王権とそれにまつわる儀礼を切り口に、マレー人の社会における政治や文化を解き明かす単著も上梓している。
日本文化人類学会、日本オセアニア学会、日本マレーシア学会などに所属し、日本文化人類学会では学会誌編集委員会の委員などを務め、日本マレーシア学会では運営委員を務めた。

## 略歴
- 1978年 - 東京大学教養学部卒業。
- 1984年 - 東京大学大学院社会学研究科博士課程単位修得中途退学。
- 1984年 - 東京大学教養学部助手。
- 1985年 - 国立民族学博物館共同研究員。
- 1985年 - 東京大学東洋文化研究所研究担当者。
- 1986年 - 東京外国語大学アジア・アフリカ言語文化研究所共同研究員。
- 1988年 - 静岡県立大学国際関係学部助教授。
- 1988年 - 国立民族学博物館研究協力者。
- 1988年 - 東京大学東洋文化研究所研究協力者。
- 1989年 - 京都大学東南アジア研究センター学外研究協力者。
- 1990年 - 東京大学東洋文化研究所講師。
- 1991年 - 静岡県立大学大学院国際関係学研究科助教授。
- 1991年 - 鹿児島大学南太平洋海域研究センター協力研究者。
- 1993年 - アジア経済研究所研究会委員。
- 1994年 - 国立民族学博物館共同研究員。
- 1995年 - 静岡県立大学国際関係学部教授。
- 1995年 - 静岡県立大学大学院国際関係学研究科教授。
- 1999年 - 国立民族学博物館研究協力者。
- 2002年 - 静岡県立大学評議員。
- 2005年 - 国立民族学博物館共同研究員。
- 2006年 - 京都大学地域研究統合情報センター共同研究員。
- 2008年 - 静岡県立大学国際関係学部副学部長。
- 2009年 - 静岡県立大学国際関係学部学部長。
- 2009年 - 静岡総合研究機構理事。
- 2011年 - 静岡県立大学副学長。
- 2012年 - 京都大学東南アジア研究所共同研究員。
- 2012年 - 静岡県立大学グローバル地域センター副センタ―長。

## 著作

### 単著
- 富沢寿勇著『王権儀礼と国家――現代マレー社会における政治文化の範型』東京大学出版会、2003年。ISBN 9784130563017

### 共著
- 青木保ほか執筆『宗教の現代』岩波書店、1997年。ISBN 9784000107518
- 床呂郁哉・西井凉子・福島康博編『東南アジアのイスラーム――Islam in Southeast Asia』東京外国語大学出版会、2012年。ISBN 9784904575208
- 竹内宏・村松岐夫・渡辺利夫編『徹底検証東アジア』勁草書房、2006年。ISBN 9784326301669
- 小川了責任編集『躍動する小生産物』弘文堂、2007年。ISBN 9784335510946

### 編纂
- 富沢寿勇・玉置泰明・犬塚協太共編『静岡県小笠郡大東町在日外国人調査報告書』静岡県立大学国際関係学部、1993年。
- 富沢寿勇・玉置泰明・湖中真哉共編『静岡県熱海市初島』静岡県立大学国際関係学部国際行動学コース、1996年。
- 富沢寿勇・玉置泰明・湖中真哉共編『草薙神社秋季例祭』静岡県立大学国際関係学部国際行動学コース、1999年。
- 富沢寿勇・玉置泰明・湖中真哉共編『清水駅前銀座商店街地域通貨EGG』静岡県立大学国際関係学部国際行動学コース、2004年。
- 富沢寿勇・玉置泰明・湖中真哉共編『静岡県天竜市熊』静岡県立大学国際関係学部国際行動学コース、2005年。
- 富沢寿勇・玉置泰明・湖中真哉共編『静岡県浜松市熊』静岡県立大学国際関係学部国際行動学コース、2007年。
- 富沢寿勇・玉置泰明・湖中真哉共編『静岡県伊東市』静岡県立大学国際関係学部国際行動学コース、2008年。
- 富沢寿勇・玉置泰明・湖中真哉共編『静岡県周智郡森町』静岡県立大学国際関係学部国際行動学コース、2010年。

## 関連人物
- 青木保
- 犬塚協太
- 小川了
- 竹内宏
- 床呂郁哉
- 西井凉子
- 村松岐夫
- 渡辺利夫